# David Mountsaka
David Mountsaka est un officier congolais, né en 1932 et mort en 2010 à Brazzaville.

## Biographie
David Mountsaka, né à Nzieto dans le district de Boko en 1932, intègre l’armée française en 1951, après une formation d’instituteur. Il participe à la guerre d’Indochine. 
Déjà officier au moment de l’indépendance, il est nommé Commandant en chef des toutes nouvelles Forces Armées Congolaises en 1960, avec le grade de capitaine.
Le  15 août 1963, il refuse de réprimer les manifestants qui réclament le départ du président Youlou et reçoit la démission de celui-ci, en compagnie du Chef d’état-major des armées, le capitaine Mouzabakani.
Chef temporaire de l'état, il va chercher l’ancien ministre du plan, Alphonse Massamba-Débat, à Boko, dès le lendemain et lui demander de prendre la tête d’un gouvernement provisoire.
En juin 1966, son prestige au sein de l’armée est considérablement entamé lorsqu’il est emprisonné par les troupes du groupement aéroporté, en mutinerie à la suite de l'arrestation de leur chef de corps le capitaine Ngouabi, qu’il tentait de calmer. À la suite de cette mésaventure, il démissionne de sa charge de Commandant en Chef des FAC et est nommé Ambassadeur du Congo en Algérie.
En 1974, il est élevé au grade de colonel et est nommé Directeur général de l’imprimerie nationale.
En mars 1977, il est arrêté sur ordre du Comité Militaire du Parti après l’assassinat de NGouabi. Traduit devant la cour révolutionnaire, il est condamné à 20 ans de travaux forcés pour complicité et banni de l’armée.
Il retrouve la liberté en août 1979, après l’élargissement de tous les prisonniers politiques par le nouveau président Sassou N’Guesso, mais ne réintègre pas l'armée.
Il meurt à Brazzaville le 14 mars 2010.